# Vicente Lucas
Vicente da Fonseca Lucas, někdy zvaný pouze Vicente (* 24. září 1935, Maputo) byl portugalský fotbalista narozený v Mosambiku. Hrával na pozici obránce.
S portugalskou reprezentací získal bronzovou medaili na mistrovství světa roku 1966. Na tomto šampionátu byl federací FIFA zařazen i do all-stars týmu. Celkem za národní tým odehrál 20 utkání.
S Os Belenenses získal v sezóně 1959/60 portugalský pohár.